# Historias de una casa
Historias de una casa es una obra de teatro en tres actos, de Joaquín Calvo Sotelo, estrenada en el Teatro María Guerrero, de Madrid el 12 de enero de 1949.

## Argumento
La obra presenta tres historias, cuyo hilo en común lo constituye la casa en la que se desarrollan. La primera recrea la tragedia de Gaby una actriz de cine desfigurada por quemaduras en el rostro, que se refugia con su amante. La segunda retrata a Don Augusto, un burgués de mediana edad, con amante cuyas inquietudes le llevan a jugar una partida de ajedrez con el diablo. En la tercera y última, una joven enferma da refugio a un chico que escapa de los milicianos en plena guerra civil.

## Representaciones destacadas
- Teatro (Estreno, 1949)
  - Dirección: Luis Escobar y Huberto Pérez de la Ossa.
  - Decorados: Cortezo.
  - Iluminación: Martínez Romarate.
  - Intérpretes: Elvira Noriega, Luis Prendes, Cándida Losada, Carmen Seco, Gaspar Campos, Mercedes Alber, Berta Riaza, Amparo Soler Leal, Mayrata O'Wisiedo, José María Rodero.